# Kribi
Kribi ist eine Stadt im Süden Kameruns an der Mündung des Kienké am Golf von Guinea mit rund 60.000 Einwohnern (2005). Sie ist der Sitz des Départements Océan. Die Bewohner sind überwiegend Basaa, Batanga, Mabi, Ewondo und Bulu.

## Geschichte

Katholische Mission und Brücke über den Kribi-Fluss, historische Aufnahme vor 1910

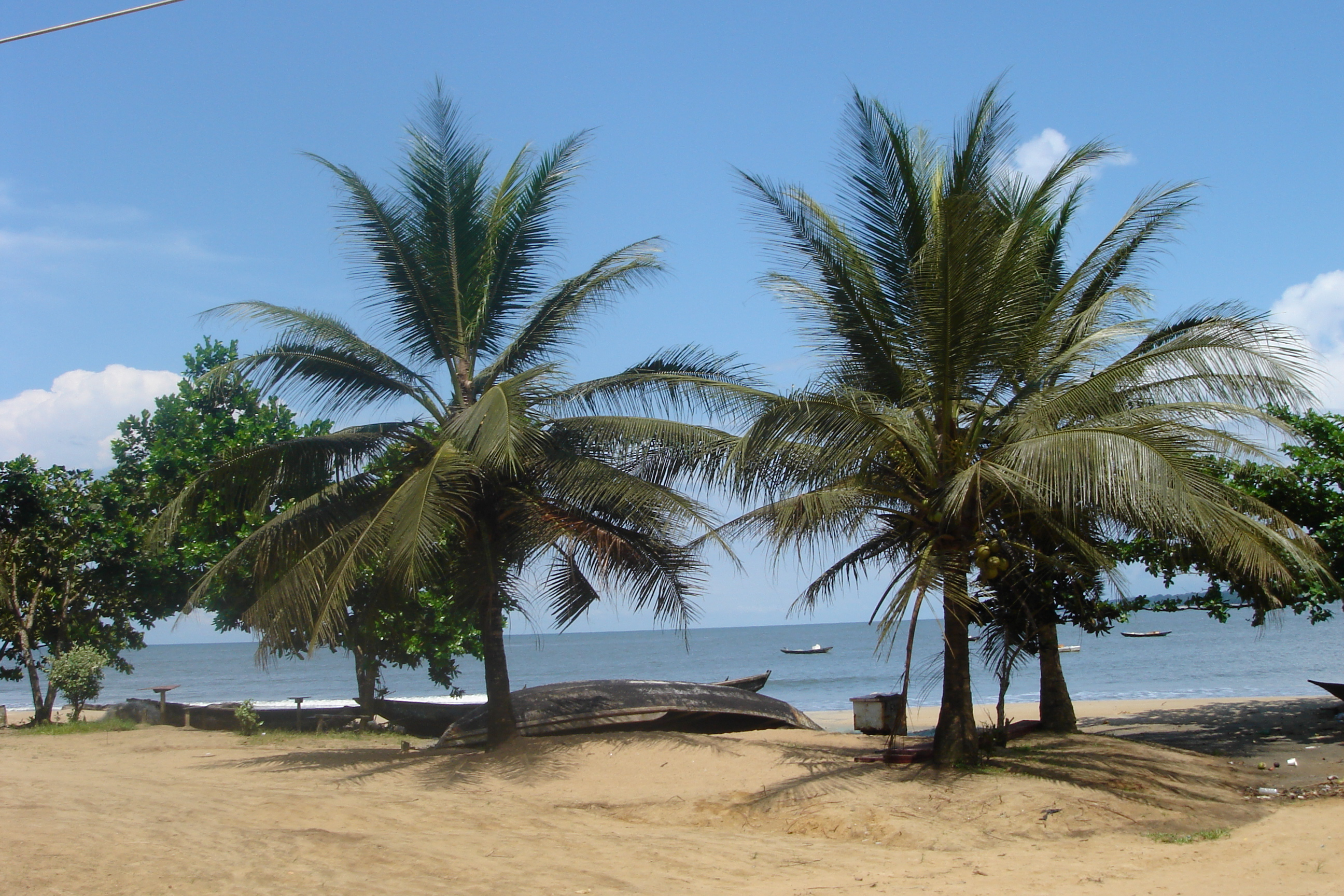
Strand von Kribi

Kribi entstand als Ansiedlung deutscher Kaufleute an der Batanga-Küste und gehörte seit 1884 zu der deutschen Kolonie Kamerun. In den folgenden Jahren entwickelte es sich zum administrativen und wirtschaftlichen Zentrum des Südens der Kolonie. 1894 wurde der Mecklenburgische Referendar a. D. Dietrich von Oertzen zum Bezirksamtmann in Kribi ernannt, dem zur Durchführung von Exekutivmaßnahmen eine kleine Polizeitruppe unter einem Polizeimeister zur Verfügung stand. Kribi war bald Hauptausfuhrhafen für Kautschuk und Elfenbein aus dem Hinterland der Batanga-Küste. 1895 wurde ein eigenes Zollamt eingerichtet, um den Kaufleuten des Südens durch Erledigung ihrer Verpflichtungen vor Ort die Abwicklung des Exports zu erleichtern.
Im Jahre 1899 wurde der Ort von den aus dem Hinterland zur Küste drängenden Bulu angegriffen und musste vorübergehend geräumt werden. Durch Einsatz von Militär wurden die Bulu 1899/1900 unterworfen und östlich von Kribi Station und Bezirk Ebolowa eingerichtet. Am 1. April 1900 wurde Wilhelm von Malsen zum Bezirksamtmann von Kribi ernennt. Kurz nach Amtsannahme starb er an Schwarzwasserfieber.

## Gemeindegliederung
Kribi ist vielmehr Gemeindeverbund als eine gewachsene Stadt. So unterteilt sich die Stadt in Kribi Première mit dem Hauptort Massaka und Kribi Deuxième mit dem Hauptort Dombé.

## Wirtschaft und Infrastruktur
Wirtschaftlich von Interesse sind der Hafen (Export von Holz, Kakao und Eisen aus dem Binnenland Südkameruns) und der Tourismus. Der Kribi Container Terminal (KCT) mit einer Gesamtkapazität von 1,4 Mio. TEU jährlich wurde für 25 Jahre an ein Betreiberkonsortium aus der französischen Reederei CMA CGM, der staatlichen chinesischen China Harbour Engineering Corporation und Bolloré gegeben.
Bei Fertigstellung soll der Hafen der größte Tiefseehafen Zentralafrikas werden. Finanziert wird das Projekt zu 85 Prozent von der China Exim-Bank und zu 15 Prozent vom Staat Kamerun. Vom Bau erhofft man sich eine Entlastung des Hafens von Douala.
Kribi verfügt mit über die schönsten Strände Kameruns. Ein besonders sehenswertes Ziel ist der Lobé-Wasserfall (Chute de Lobé) unweit südlich von Kribi.
In der Stadt gibt es mehrere Hotels und ein Krankenhaus. Die katholische Pallottinermission unterhält eine während der deutschen Kolonialzeit erbaute, 2002 restaurierte Kirche.

## Klimatabelle

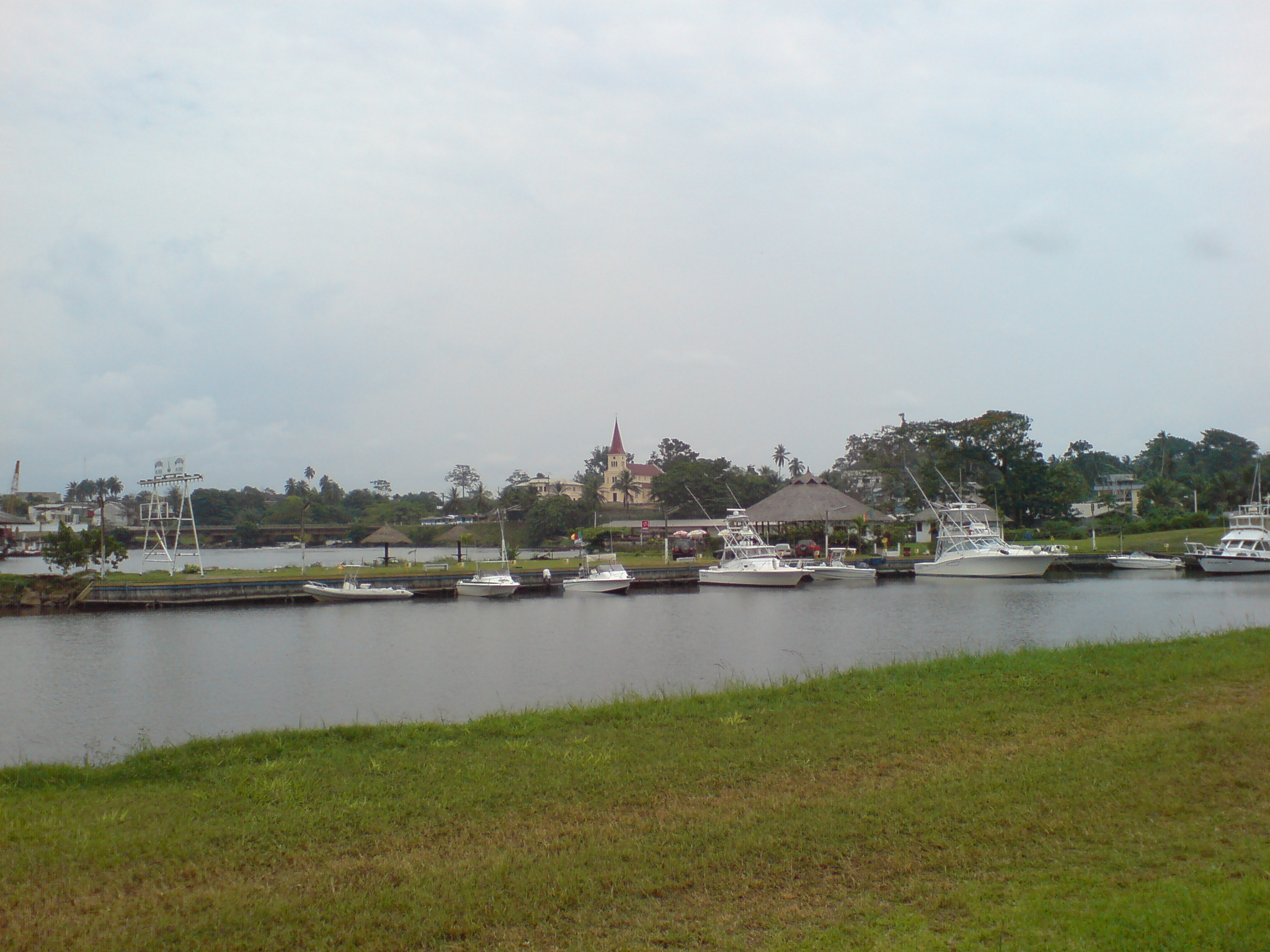
Hafen von Kribi, 2008

|                       | Jan  | Feb  | Mär  | Apr  | Mai  | Jun  | Jul  | Aug  | Sep  | Okt  | Nov  | Dez  |   |      |
| Mittl. Tagesmax. (°C) | 29,8 | 30,2 | 30,4 | 30,3 | 29,5 | 28,3 | 27,1 | 26,9 | 27,1 | 27,8 | 28,8 | 29,6 | ⌀ | 28,8 |
| Mittl. Tagesmin. (°C) | 23,6 | 23,5 | 23,4 | 23,2 | 23,2 | 22,9 | 22,0 | 22,1 | 22,5 | 22,5 | 22,9 | 23,1 | ⌀ | 22,9 |
|                       |      |      |      |      |      |      |      |      |      |      |      |      |   |      |
| Niederschlag (mm)     | 100  | 125  | 204  | 268  | 355  | 262  | 110  | 227  | 516  | 550  | 210  | 91   | Σ | 3018 |
|                       |      |      |      |      |      |      |      |      |      |      |      |      |   |      |
| Regentage (d)         | 6    | 7    | 11   | 15   | 18   | 15   | 11   | 19   | 25   | 25   | 12   | 5    | Σ | 169  |
|                       |      |      |      |      |      |      |      |      |      |      |      |      |   |      |
| Luftfeuchtigkeit (%)  | 83   | 83   | 83   | 85   | 86   | 85   | 85   | 86   | 88   | 88   | 86   | 84   | ⌀ | 85,2 |

| 23,6 |

| 23,5 |

| 23,4 |

| 23,2 |

| 23,2 |

| 22,9 |

| 22,0 |

| 22,1 |

| 22,5 |

| 22,5 |

| 22,9 |

| 23,1 |

| 23,6 |

| 23,5 |

| 23,4 |

| 23,2 |

| 23,2 |

| 22,9 |

| 22,0 |

| 22,1 |

| 22,5 |

| 22,5 |

| 22,9 |

| 23,1 |

## Bevölkerung
Die Bevölkerungsentwicklung der Stadt:
| Jahr          | Einwohner |
| ------------- | --------- |
| 1976 (Zensus) | 11.261    |
| 1987 (Zensus) | 21.507    |
| 2005 (Zensus) | 59.928    |

## Persönlichkeiten
- Lauren Etame Mayer (* 1977), in Kribi geborener Fußball-Nationalspieler
- Ingeborg Rapoport (1912–2017), in Kribi geborene Professorin für Neonatologie

## Trivia
Der Gebäckhersteller Bahlsen benannte 1912 eine Kekssorte nach diesem Ort.

## Galerie

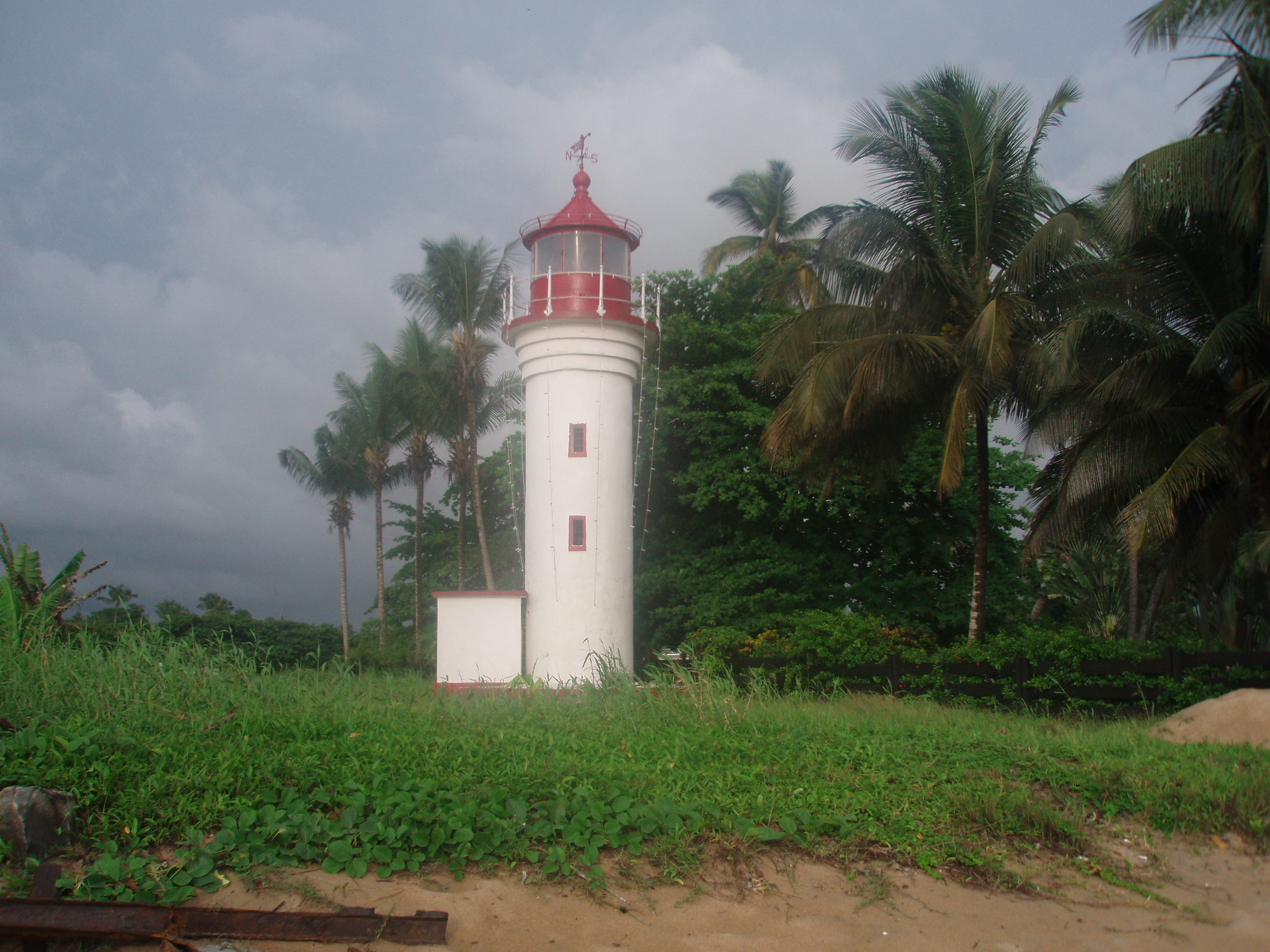
Leuchtturm
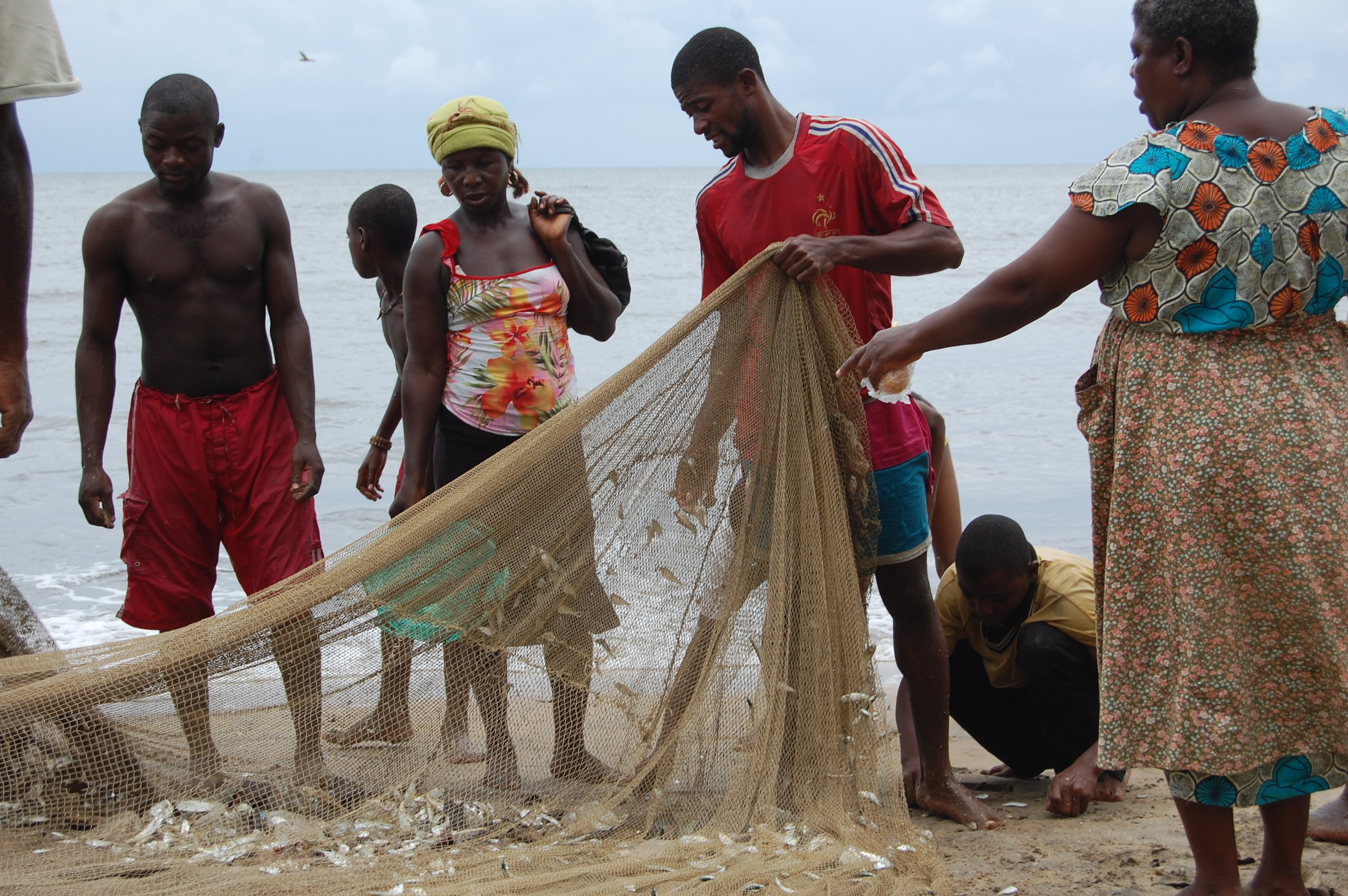
Fischer bei der Arbeit
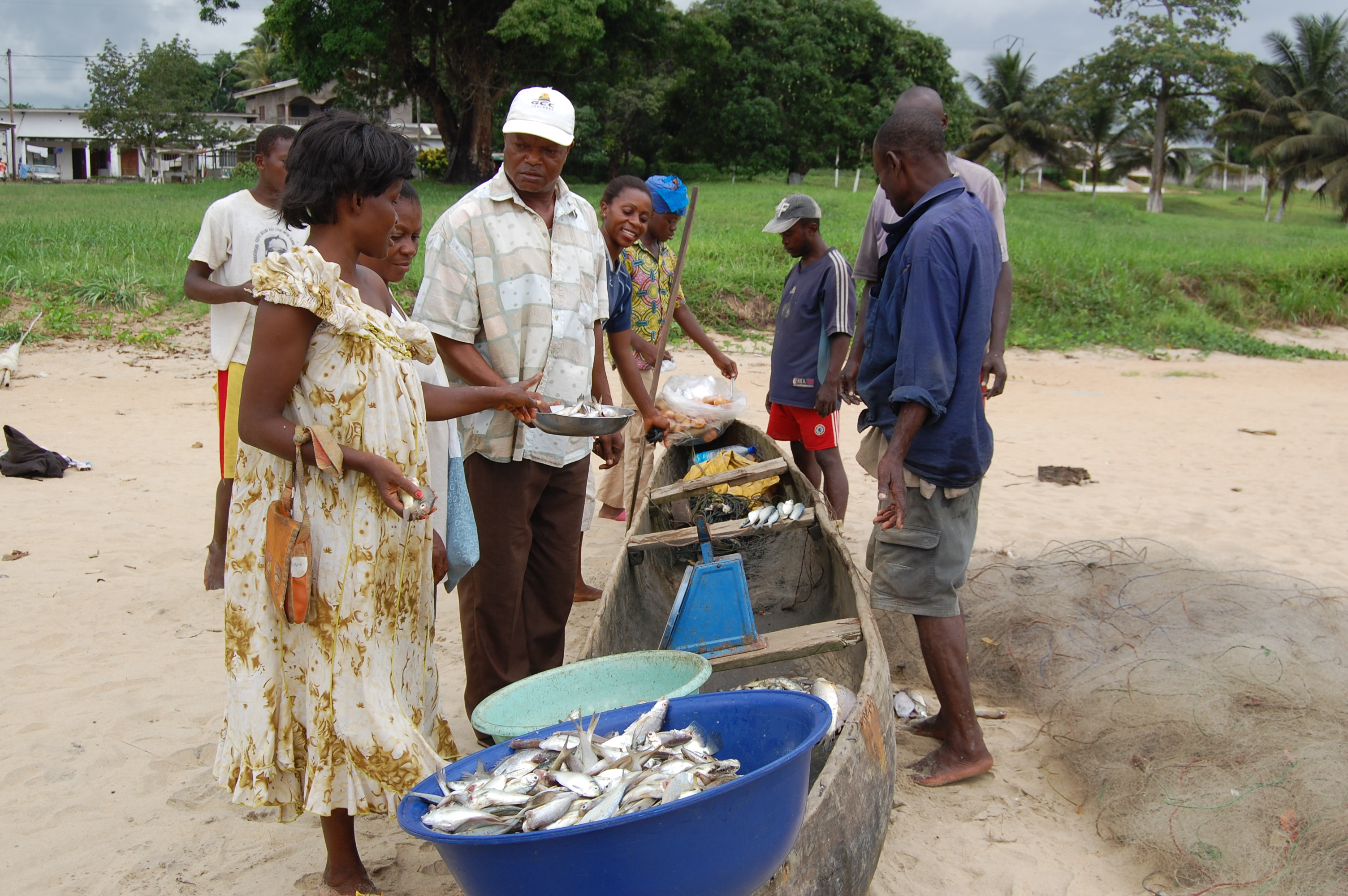
Fischer verkaufen Fisch
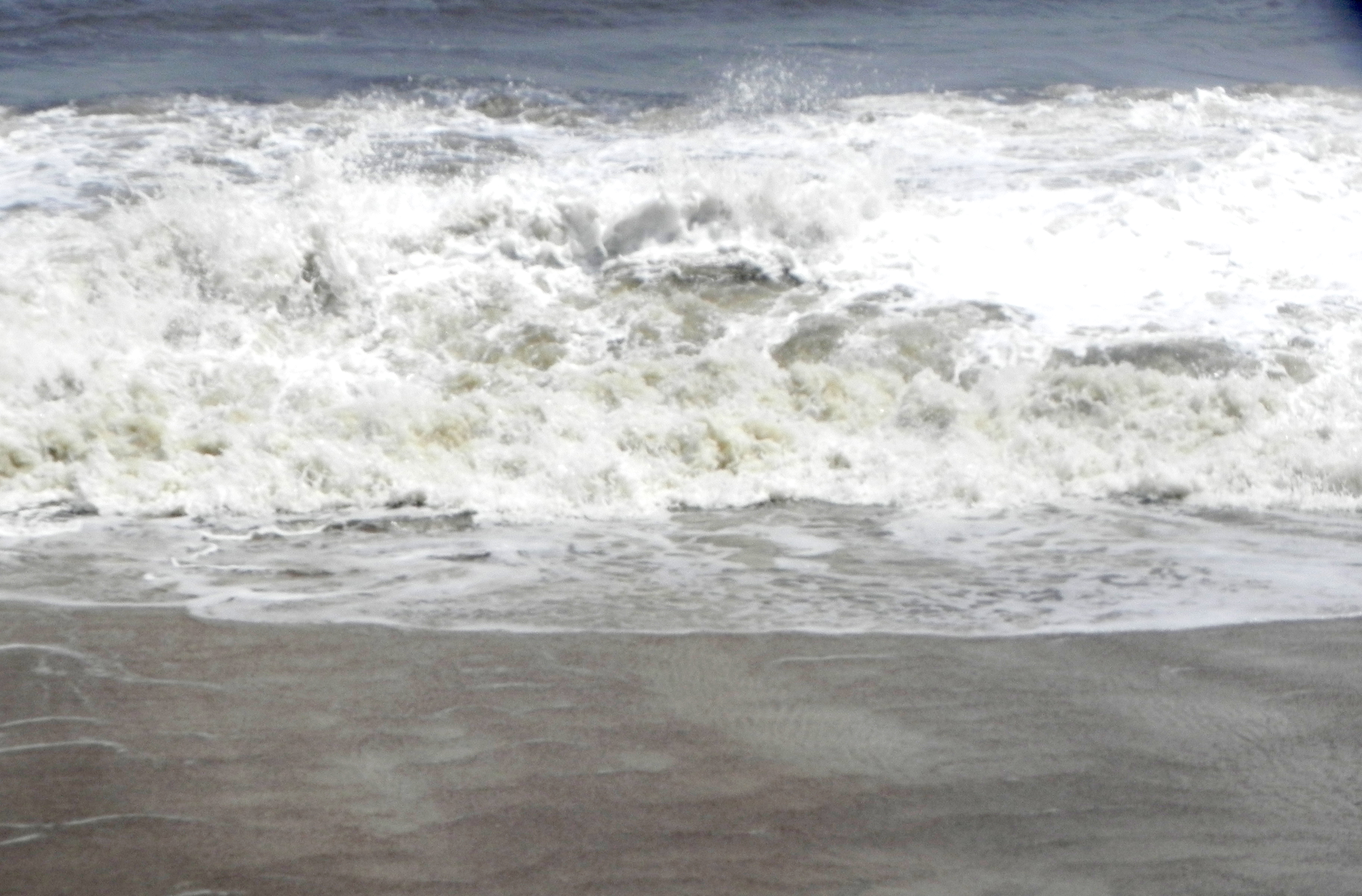
Kribi, Brandung
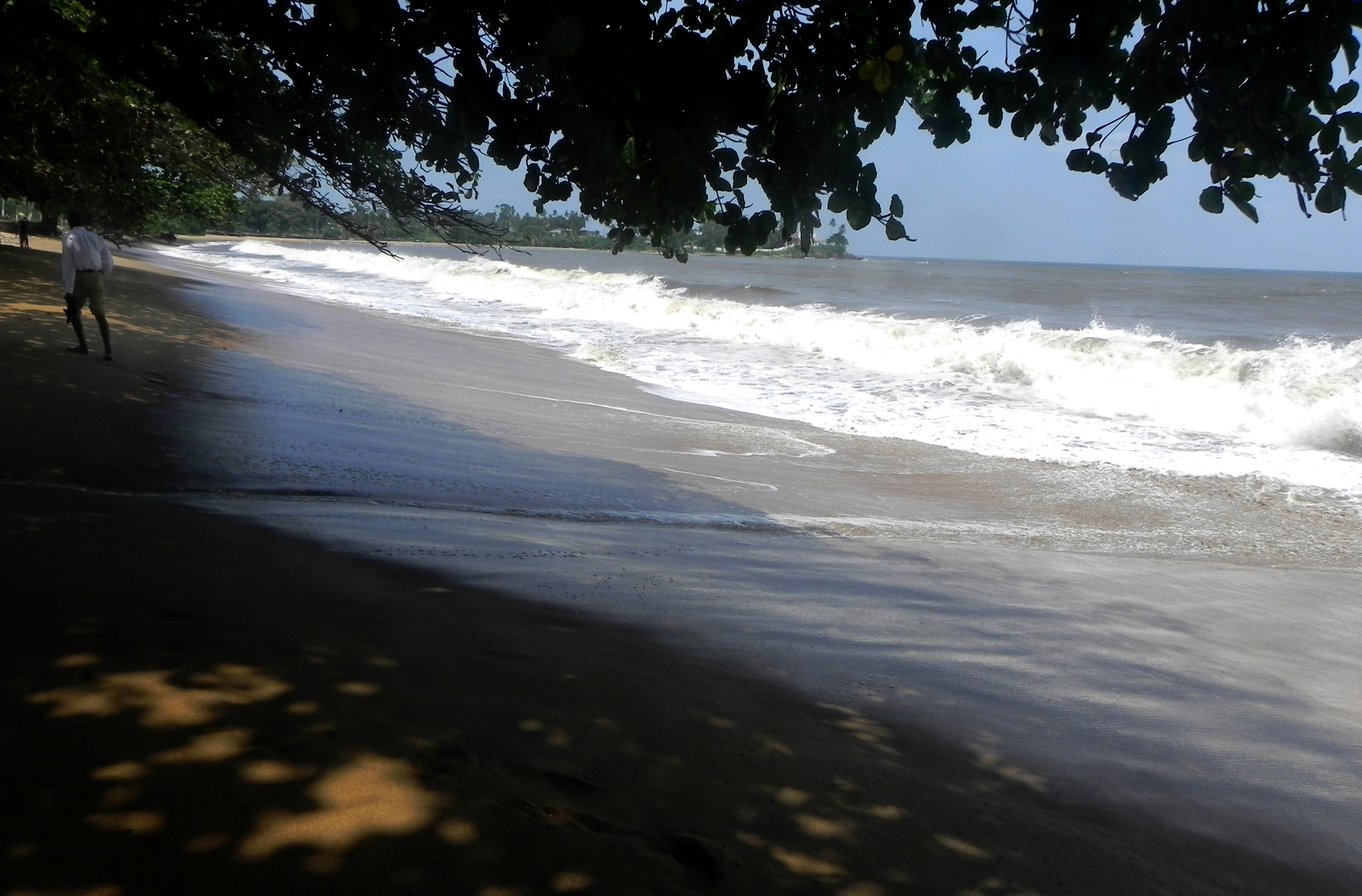
Kribi, Strand
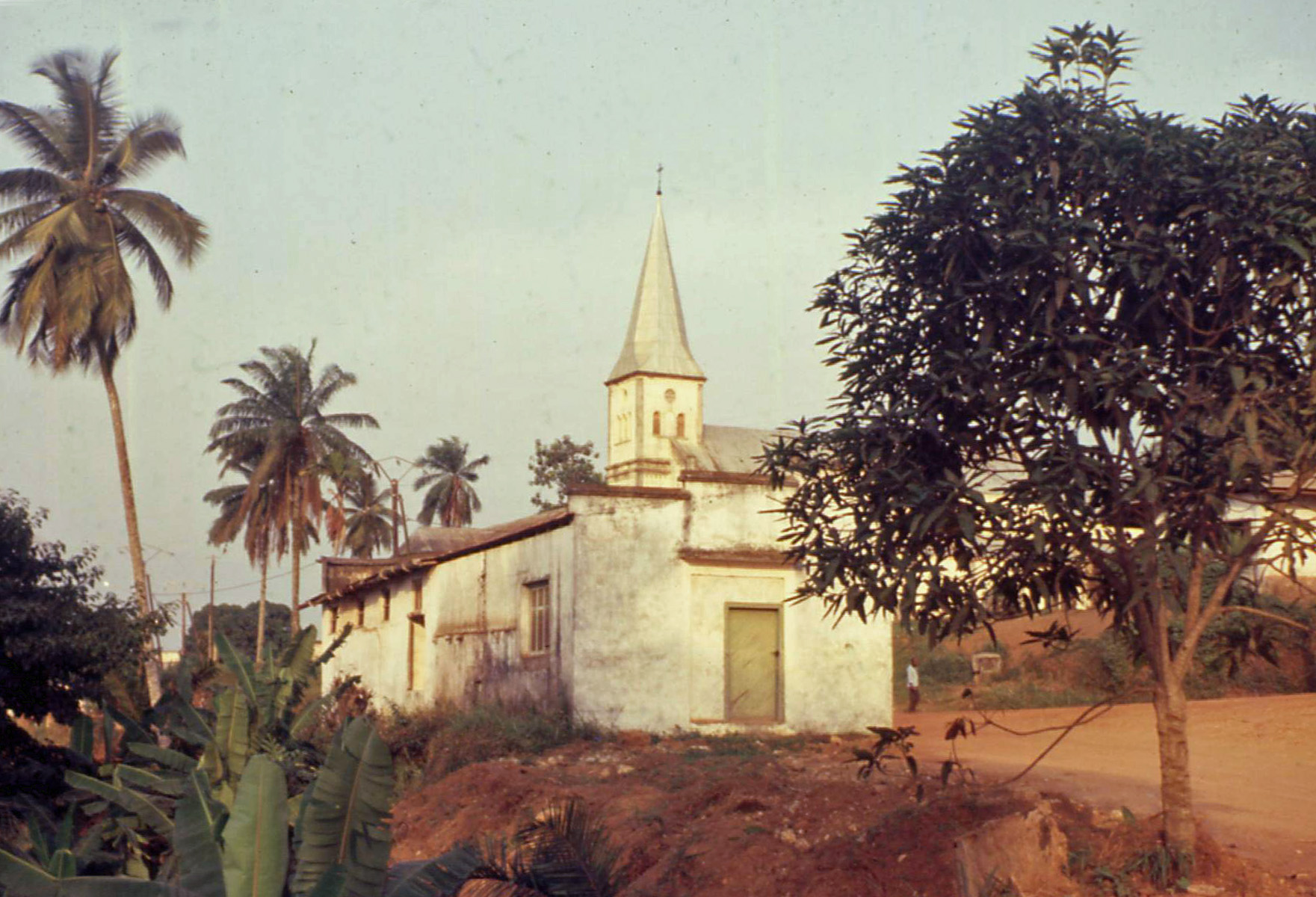
Kribi, Kirche